# Jozef Felix
Jozef Felix (27. května 1913 Ružomberok – 14. dubna 1977 Bratislava) byl slovenský literární vědec, kritik, překladatel, dramaturg, pedagog.

## Život
Po absolvování gymnázia v Ružomberoku studoval na filozofické fakultě Univerzity Karlovy v Praze a Univerzity Komenského v Bratislavě. Ve studiích ještě pokračoval na pařížské Sorbonně. Publikovat začal počátkem třicátých let, sledoval zejména vývoj nové slovenské poezie a prózy, překládal z francouzštiny, španělštiny, italštiny a češtiny. Učil na gymnáziích v Kláštore pod Znievom a Bratislavě, v roce 1940 získal doktorát filozofie. Byl autorem několika středoškolských učebnic. V roce 1944 se zúčastnil Slovenského národního povstání.
Po skončení druhé světové války se stal dramaturgem Slovenského národního divadla v Bratislavě (1945-1949). Následující dva roky pracoval v Literárněvědném ústavu Slovenské akademie věd. V letech 1951-1960 působil ve Slovenském vydavatelství krásné literatury, kde se jako redaktor a editor zasloužil o vydávání klasiků slovenské literatury. Současně se věnoval také překladům románské literatury. Od roku 1960 pracoval v Ústavu slovenské literatury a po vzniku Ústavu světové literatury a jazyků (1963) v jeho romanistickém oddělení. Jeho nejdůležitější stati a kritické práce vyšly v roce 1965 pod názvem Harlekýn skloněný nad vodou. V roce 1967 se stal docentem dějin románských literatur na Filozofické fakultě Univerzity Komenského.. Zde přednášel v letech 1967-1974.
V roce 1991 se stal nositelem Řádu Tomáše Garrigue Masaryka III. třídy in memoriam.

## Dílo (výběr)
- Cesty k velkým (1957)
- Modernita současnosti (1970)
- Dvě románské fresky (1973)
- Kritické rozlety (1985)[1]